# Classified People
Pour plus de détails, voir Fiche technique et Distribution.
Classified People est un documentaire français réalisé dans la clandestinité par Yolande Zauberman en Afrique du Sud, en 1987. Le film est restauré et sort en France le 20 septembre 2023.

## Contexte
Yolande Zauberman projette avec Nurith Aviv de filmer  en Afrique du Sud en 1987. Sur place, elles se rendent compte qu'en tant que femmes blanches, elles ne pourront pas filmer. Une loi menace les personnes non sud-africaines surprises avec une caméra, de 15 ans de prison. Yolande Zauberman décide de filmer clandestinement avec une équipe sud-africaine. Le film est tourné en 16 mm, en 5 jours. L'image est parfois floue, l'objectif de la caméra était cassé et ne permettait pas de vérifier la mise au point. Ce documentaire est le premier film de Yolande Zauberman.

## Synopsis
Robert, Sud-Africain blanc, a rencontré une première épouse en France, à Cherbourg. Venant d'Afrique, il est engagé en 1914 dans un régiment non-blanc de l'armée française,. De retour en Afrique du Sud, le couple a 5 enfants dans leur pays. En 1947, au moment des lois qui instaurent l'apartheid, sa femme et ses enfants sont déclarés blancs, mais lui, Robert, est classé métis, coloured, à la suite de son engagement pendant la Première Guerre mondiale,. 
Cette classification fait qu'il est rejeté par sa première famille,. C'est l'absurdité des classifications raciales sous le régime de l'apartheid, s'appuyant sur un faisceau fragile d'indices et de critères, avec des conséquences lourdes, sociales et affectives. Puis, Robert rencontre Doris, une femme noire. Robert se remarie avec elle en seconde noces. La caméra suit ce couple dans leur intimité, en 1987 et leur relation avec les enfants du premier mariage.

## Fiche technique
- Titre : Classified People
- Réalisation : Yolande Zauberman
- Photographie : Dewald Aukema
- Son : Tony Bensuzan
- Musique originale : Eddie Harris
- Montage :  Jean-François Naudon
- Sociétés de production : Obsession, INA
- Pays de production : France
- Genre : documentaire
- Durée : 53 minutes
- Distributeur d'origine :  Les Films du Plain-Chant
- Distributeur : Shellac
- Date de sortie : 
  - France :
    - 2 novembre 1988 [6]
    - 20 septembre 2023 (reprise)

## Distinctions
- Prix du Public, Festival Entrevues, Belfort, 1987[7]
- Prix AFJ (Association des femmes journalistes) - Festival international du film de femmes de Créteil (1988)[8]
- Prix Nanook (Grand Prix) - Festival international Jean Rouch (1988)[9]